# Crisóstomo Royo de Castellví
Crisóstomo Royo de Castellví fou bisbe de Sogorb (1680-1691). Nasqué a València, fill de Luis Ignacio Royo Peligero i Isabel de Castellví. A través de la seva mare, estaba emparentat amb l'arquebisbe de Tarragona i virrei de Catalunya Joan Terès i Borrull.
Fou catedràtic de Teologia a la Universitat de València i visitador del bisbat de Sogorb durant el pontificat d'Anastasio Vives de Rocamora. Fou elegit bisbe als 51 anys, fent la seva entrada solemne a Sogorb el 15 de setembre de 1680. El seu mandat al capdavant del bisbat no fou de grans proeses, però implantà la pau en una època de confrontacions entre membres del clergat. Per aquests fets se'l congué com al bisbe senzill, bondadós i afable. A principis de 1691, Royo va caure malalt. La seva malaltia s'agreujà de tal manera que el 29 de juliol se li administrà l'extremunció. Morí el 31 de juliol de 1691, a la una de la matinada, als 62 anys. Fou enterrat en l'altar de la Nostra Senyora del Carme de la Catedral de Sogorb.